# Thomas Gelzer
Carl Thomas Gelzer (* 29. Juni 1926 in Basel; † 19. März 2010) war ein Schweizer Altphilologe.
Er studierte Klassischen Philologie, Sprachwissenschaft, Archäologie und Germanistik an der Universität Basel und wurde 1953 promoviert. In seiner Studienzeit trat er dem Schweizerischen Zofingerverein bei. 1964 folgte seine Habilitation an der Universität Zürich, wo er 1966 Assistenzprofessor wurde. Von 1966 bis 1967 war er Fellow am Center for Hellenic Studies der Harvard University. 1970 folgte er einem Ruf an die Universität Bern als ordentlicher Professor für Klassische Philologie mit besonderer Berücksichtigung des Griechischen. 1991 wurde er emeritiert.
Gelzer war Redaktionsmitglied der Zeitschrift Museum Helveticum. Sein Nachlass befindet sich in der Universitätsbibliothek Basel.

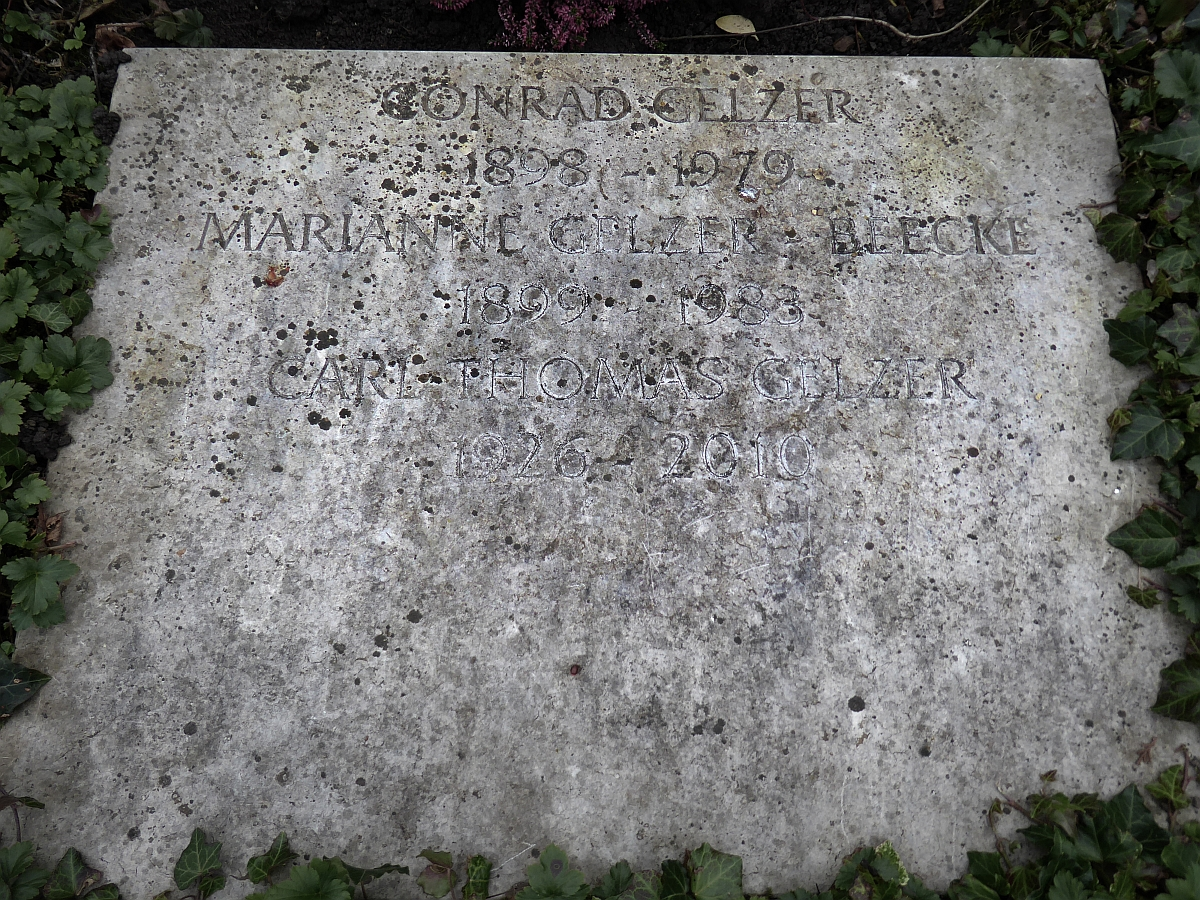
Grab auf dem Friedhof Wolfgottesacker, Basel

Forschungsgebiete Gelzers waren Aristophanes, der Neuplatonismus und seine Rezeption, der Klassizismus und die Rezeption der Antike in Goethes Faust II.
Seine letzte Ruhestätte fand er auf dem Wolfgottesacker in Basel.